# Faro (Cullera)

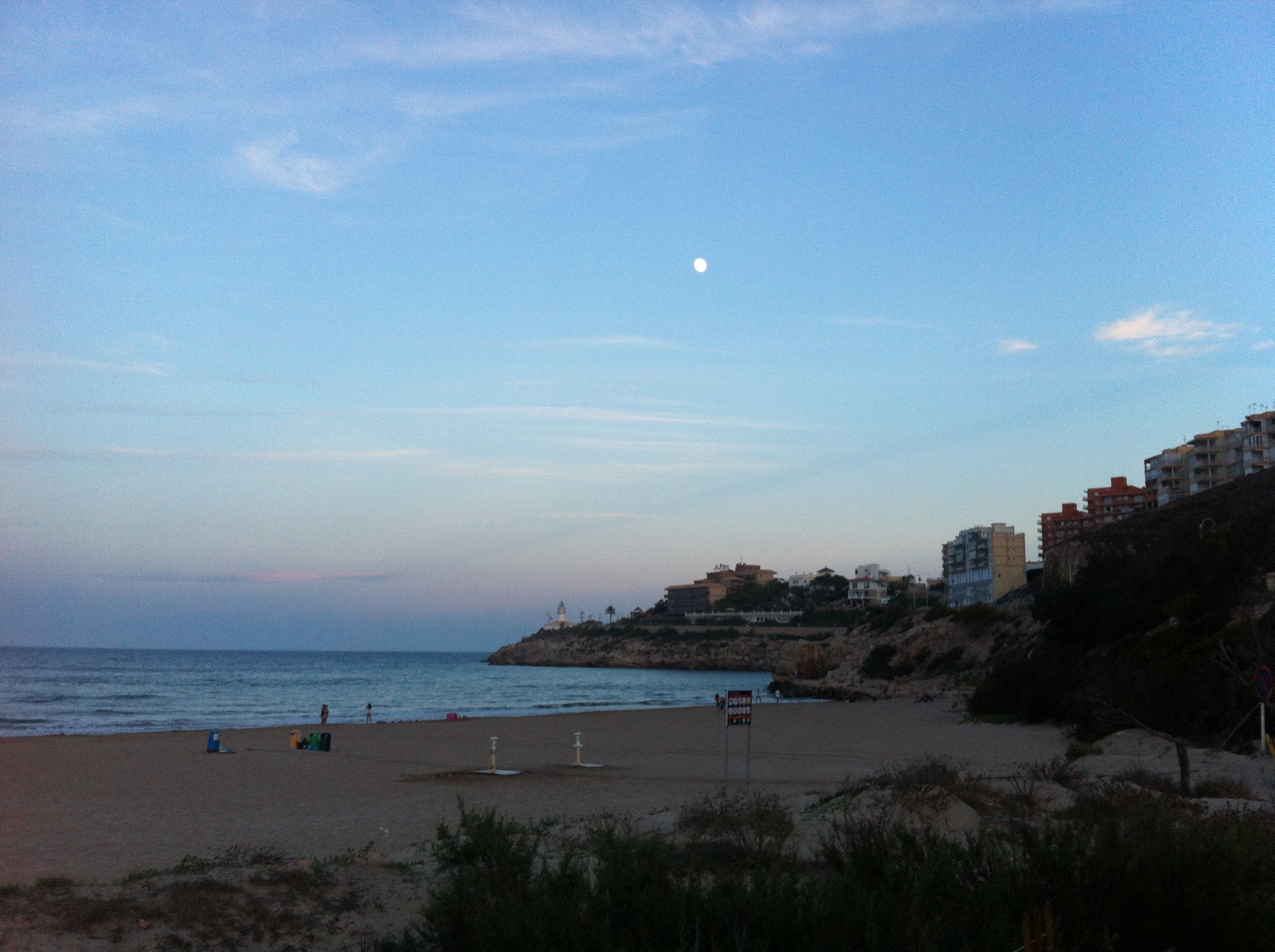
Atardecer en el faro de Cullera desde la playa del Dosel

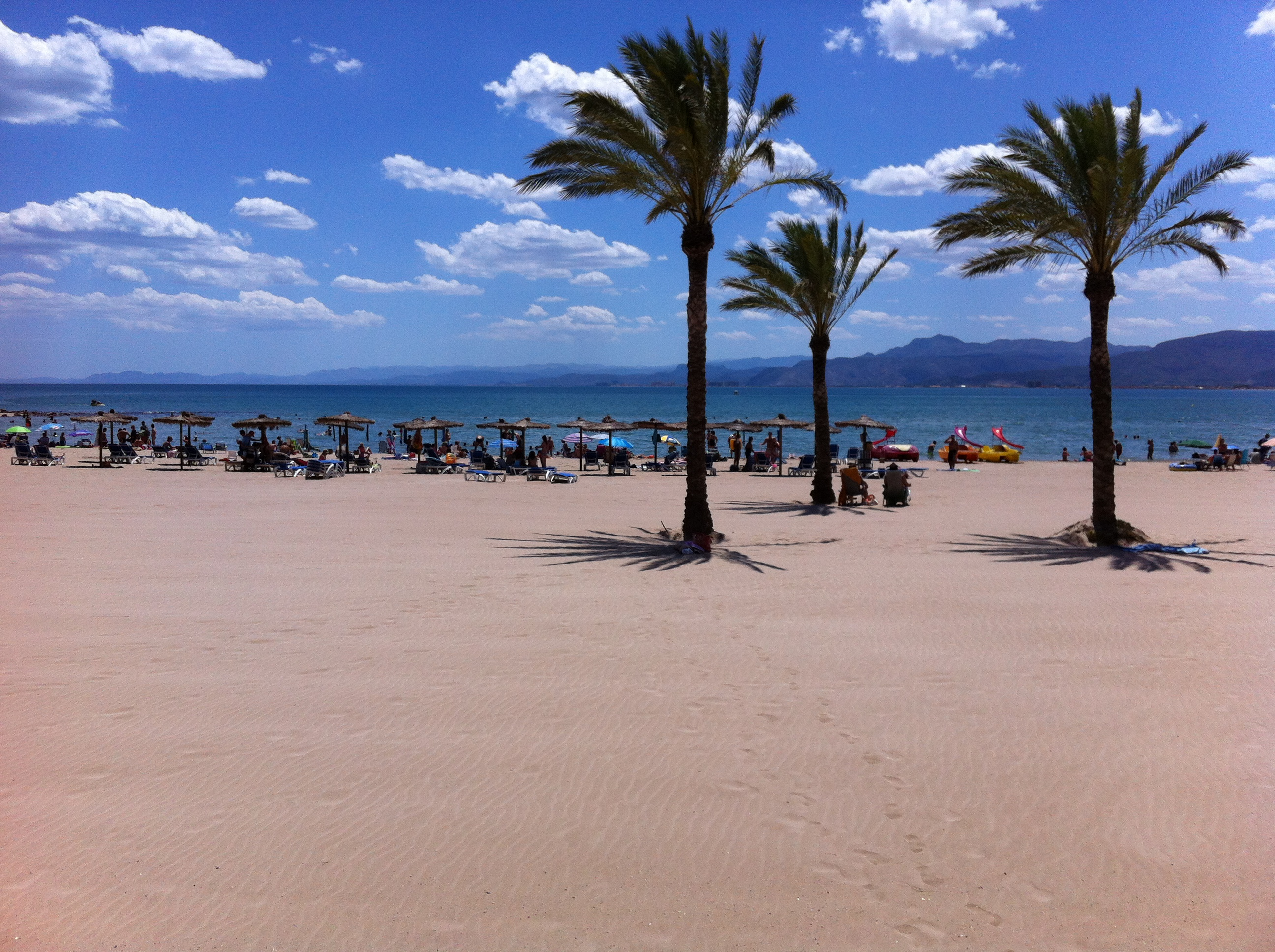
Playa de Los Olivos en el Faro de Cullera

Faro es una pedanía de Cullera situada al este de su término municipal. La pedanía toma su nombre de la presencia del faro en el cabo de Cullera. La zona del Faro de Cullera comprende desde la playa de Cap Blanc por el sur hasta el espacio del Dosel por el norte. Se trata del único espacio de costa brava de la provincia de Valencia configurado por una sucesión de playas y calas entre la montaña de Cullera y el mar. La pedanía del Faro se extiende por las estribaciones de la montaña de Cullera hasta llegar a la zona del volcán, en la actualidad la urbanización Mediterráneo.
El Faro se encuentra formado principalmente por un conjunto de edificaciones de segunda residencia construidas en edificios en altura. El núcleo original es conocido como el caserío del faro, un conjunto de edificaciones de una altura que servían para viviendas de pescadores y segunda residencia a comienzos del siglo XX.
La configuración del espacio se realizó a partir de la construcción del faro de Cullera en 1858 y la carretera que conectaba con dicha construcción desde Cullera. El cambio más importante del paisaje se produce con el desarrollo turístico en la década de los 60 del siglo XX donde se produce una transformación con la edificación de torres de apartamentos alrededor de sus playas.
En la zona del Faro podemos encontrar las siguientes playas:
- Faro
- Los Olivos
- Cap Blanc

## Historia
Hay precedentes de una presencia humana en el paleolítico por los restos encontrados en las excavaciones realizadas en la zona del volcán del Faro de Cullera. En la cueva del volcán se han encontrado referencias como un bastón de mando con grabado magdaleniense.
Hay referencias sobre la presencia romana y vándalos en la isla de los Pensamientos. Hay autores que vinculan ese emplazamiento con el Portum Sucrone de época romana. En excavaciones arqueológicas realizadas en la década de los 60 del siglo XX se encontraron presencia de monedas, ánforas y otros materiales que atestiguan la presencia de un establecimiento portuario tardorromano muy vinculado comercialmente con el norte de África, las Islas Baleares y el Mediterráneo oriental. Uno de los restos más importantes encontrados en el yacimiento es una Trulla o cazo de Jupiter. La toponimia de isla de los Pensamientos puede proceder de la transformación de las edificaciones tardorromanas en un establecimiento monástico en el siglo VI por obra del obispo Justiniano de Valencia. Se han encontrado cruces de bronce en la excavación arqueológica que demuestran la actividad del enclave en esa época.
Un hecho significativo del entorno fue la construcción de la torre del cabo de Cullera dentro del proyecto de torres vigía y defensa. El Rey Felipe II encarga en 1568 a Vespasiano I Gonzaga la inspección y proyecto de construcción de la costa del Reino de Valencia.Las obras fueron realizadas por el arquitecto e ingeniero italiano Juan Bautista Antonelli. Las torres vigía tenían como fin la protección de la costa frente a los ataques de los piratas provenientes de las zonas del norte de África. Uno de los atacantes, el pirata Dragut Arrayz atacó el 25 de mayo de 1550 la ciudad de Cullera al mando de veintiséis galeras y galeotas. En una cueva existente en los acantilados costeros del faro de Cullera toma el nombre de cueva Dragut ya que fue el lugar de refugio del pirata durante su saqueo a Cullera. La torre del Cabo de Cullera se encontraba entre la torre de la Gola de la Albufera al norte y la torre del Marenyet en la desembocadura del Xúquer al sur. Durante la Guerra Civil Española se destruye la torre para aprovechar el espacio en la construcción del sistema de defensas del litoral del bando republicano.
Otro proyecto importante fue el intento de construcción del puerto de Valencia por el marques de la Romana en el siglo XVIII. En dicho proyecto se establece la creación del puerto de Valencia en la ensenada existente entre la isla de los Pensamientos y la montaña. Para ello, se plantea en el proyecto la unión de la isla con la costa mediante un istmo y la creación de un canal que conecte el posible puerto con Valencia atravesando la Albufera. El proyecto fue retomado en diversas épocas pero finalmente desestimado en 1842. La isla de los Pensamientos fue unida finalmente a la costa a finales del siglo XIX.